# La Femme de nulle part
La Femme de nulle part er en fransk stumfilm fra 1922 af Louis Delluc.

## Medvirkende
- Ève Francis
- Gine Avril
- Roger Karl
- André Daven
- Michel Duran
- Noémie Scize